# Баријум-нитрат
Баријум-нитрат је неорганско хемијско једињење опште хемијске формуле Ba(NO3)2.

## Својства
Гради беле или безбојне кристале на собној температури. У природи се налази као редак минерал нитробарит. Растворљив је у води (на 20 ° у 100 g воде се раствара 8,7 g баријум-нитрата) и попут других баријумових соли растворљивих у води, отрован је и препоручује се опрез при раду са њим.

## Употреба
Користи се за добијање оксида и за добијање зелене боје ватромета.